# Millettia stenopetala
Millettia stenopetala är en ärtväxtart som beskrevs av Lucien Leon Hauman. Millettia stenopetala ingår i släktet Millettia och familjen ärtväxter. IUCN kategoriserar arten globalt som otillräckligt studerad. Inga underarter finns listade i Catalogue of Life.